# Celtique (race bovine)
Pour les articles homonymes, voir Catégorie:Monde celtique.
Le rameau celtique correspond à un ensemble de races bovines issues de régions d'Europe du Nord-ouest fortement influencées par la culture celte. Philippe Dubois nomme ce rameau irlando-breton.

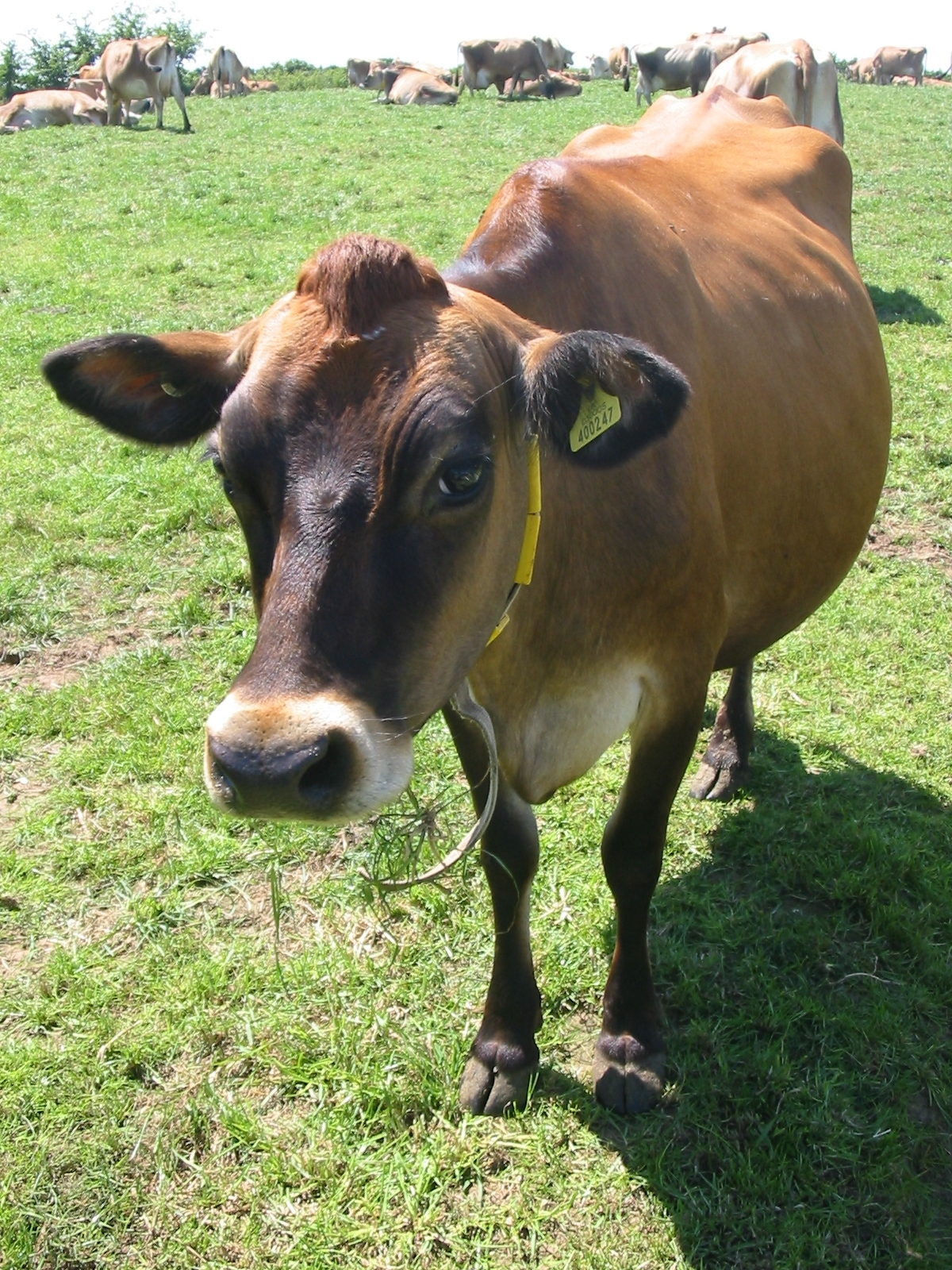
Une jersiaise à Jersey

## Origine

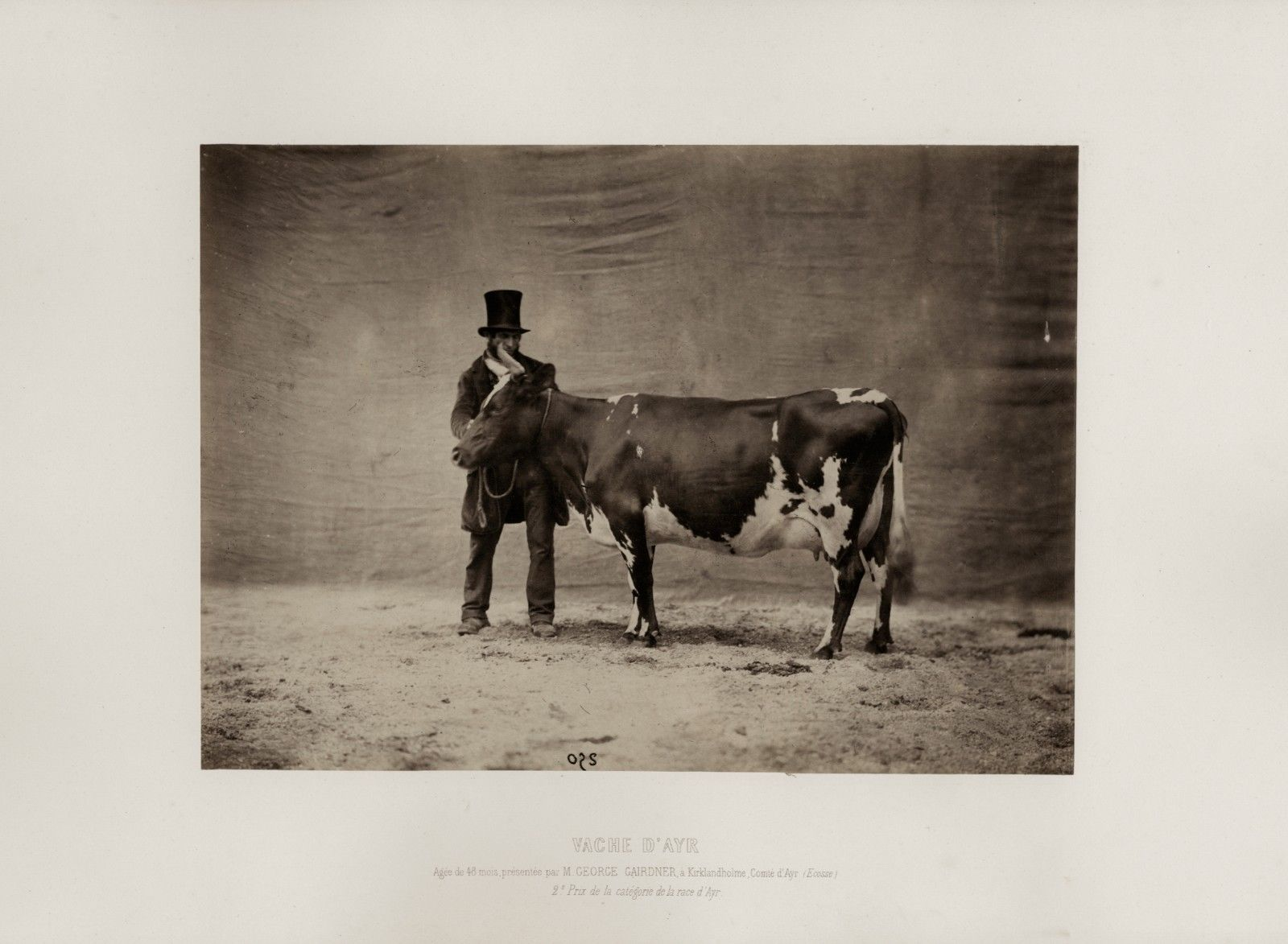
Vache d'Ayr au Concours général agricole de 1856. Photo d'Adrien Tournachon.

Ce rameau noir est arrivé en Europe occidentale au Néolithique, amené par le peuple qui l'élevait. Issu des rivages méditerranéen, ce bétail est apparenté aux races camargue et hérens. C'est la civilisation celte d'Irlande, qui la première a sélectionné des vaches sur la capacité laitière, à une époque où au Moyen-Orient ou en Europe méridionale, le bétail servait surtout pour sa force de travail, sa viande ou son cuir. 
La variation de couleur du noir initial vers le froment et pie rouge proviendrait de croisements anciens avec le bétail viking implanté en Normandie, puis plus récemment, de croisements avec la durham britannique.
La répartition actuelle de ces races correspond essentiellement aux îles britanniques et aux régions du Nord-Ouest de la France (principalement en Bretagne et en Normandie).

## Répartition
Actuellement, ce sont des races à petit effectifs en France, mais les races britanniques ont connu un très fort développement et ont été exportées en Amérique du Nord. Le cheptel laitier canadien comprend beaucoup de canadienne, jersiaise et ayrshire qui supportent bien la rudesse du terroir. La jersiaise supporte bien le climat tropical ; elle a été introduite aux Caraïbes et en Afrique de l’Ouest pour améliorer le potentiel laitier des races locales. La dexter est élevée comme vache d'agrément. Elle tond les parcs et son veau a une taille en adéquation avec celle des congélateurs domestiques.

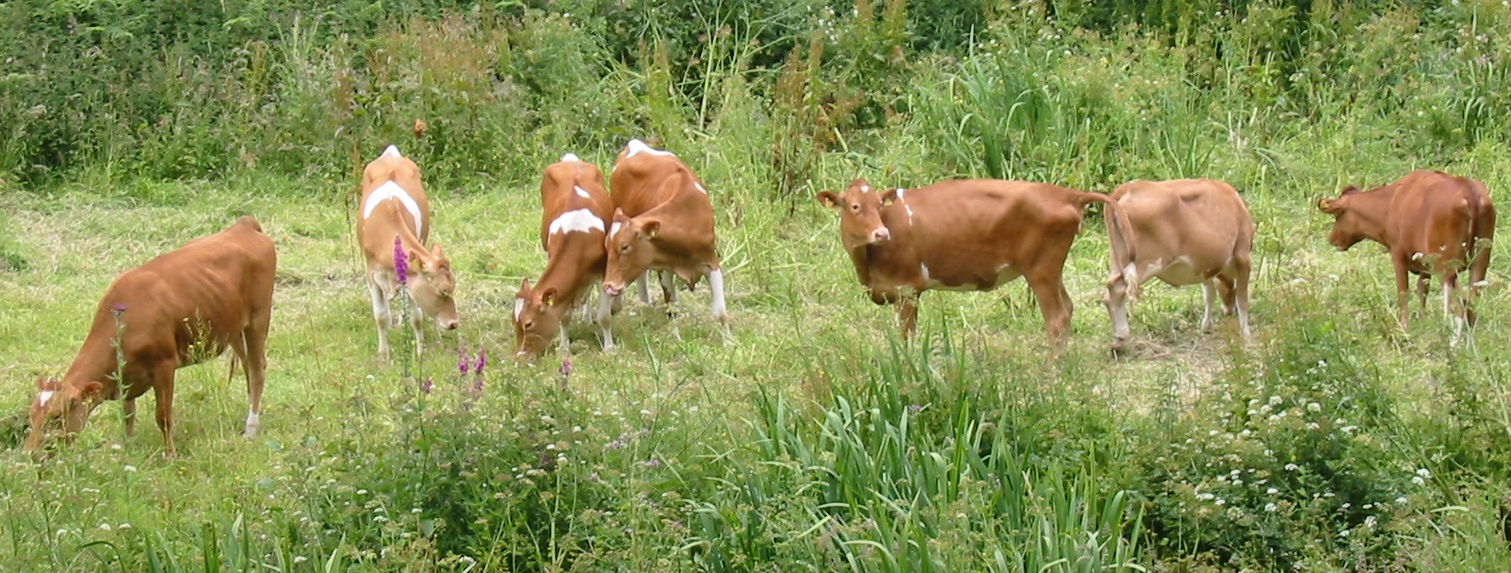
Vaches guernesey dans leur île d'origine

## Caractéristiques communes
Ce sont des races de format petit ou moyen et à cornes courtes. Elles détiennent des records de petite taille : la bretonne pie noir mesure 1,10 m au garrot. La dexter mesure 1 m, et ses individus les plus petits sont sélectionnés aux États-Unis pour produire un animal de compagnie autour de 0,75 m de haut pour moins de 200 kg. Elles ont généralement une silhouette fine et un squelette léger. 
Ce sont des races à dominance laitière, avec des taux protéiques élevés et des taux butyreux très élevés. Elles conviennent parfaitement pour la production de beurre et de fromage.  
Elles sont d'efficaces transformatrices : elles produisent beaucoup par rapport à leur taille et peuvent valoriser du fourrage de qualité médiocre : elles viennent de régions au sol acide et à la végétation pauvre. Elles présentent de bonne aptitudes à voyager vers des climats très différents, du froid et sec hiver canadien à la chaleur humide de la Jamaïque.
Ce sont aussi de bonnes généticiennes qui améliorent très bien les capacités laitières des races avec lesquelles elles sont croisées. 
En revanche, leur conformation de carcasse moyenne et leur vitesse de croissance médiocre les ont longtemps fait délaisser de la production de viande. Pourtant, aujourd'hui on a découvert qu'elles sont des races à vêlage facile, même en croisement, et dont la capacité laitière permet d'élever aisément son veau. Cette qualité est mise à profit en croisement avec des races bouchères mieux conformées. Le résultat donne des veaux qui naissent petit (facilité de vêlage), et grandissent vite grâce à la génétique du père et au lait de la mère.

## Races apparentées
Races apparentées :

### France
En France, le rameau est présent essentiellement en Bretagne et en Normandie. Les races Bretonne pie noir et Froment du Léon ont perduré quand la pie rouge de Carhaix a disparu. La cotentine, elle aussi disparue au profit de la race Normande, a contribué à former la canadienne, reconnue en France depuis peu. L'Armoricaine résulte du croisement de Froment du léon avec durham.
La Jersiaise a quant à elle été introduite en Bretagne et en Normandie depuis l'île anglo-normande de Jersey.
Il est souvent suggéré que la bordelaise soit la résultante de bétail irlando-breton croisé avec du bétail hollandais, ancêtre de la holstein.

### Royaume-Uni
- Ayrshire
- Guernesey
- Jersiaise
- Il a existé une race d'Alderney, disparue en 1944. Les derniers individus ont été abattus par l'occupant allemand. Elle ressemblait beaucoup à la guernesey.
- Galloway (race bovine) et Galloway ceinturée, sont deux races bouchères, l'exception de la famille.

### Irlande
- Kerry
- Dexter

### Canada
- canadienne

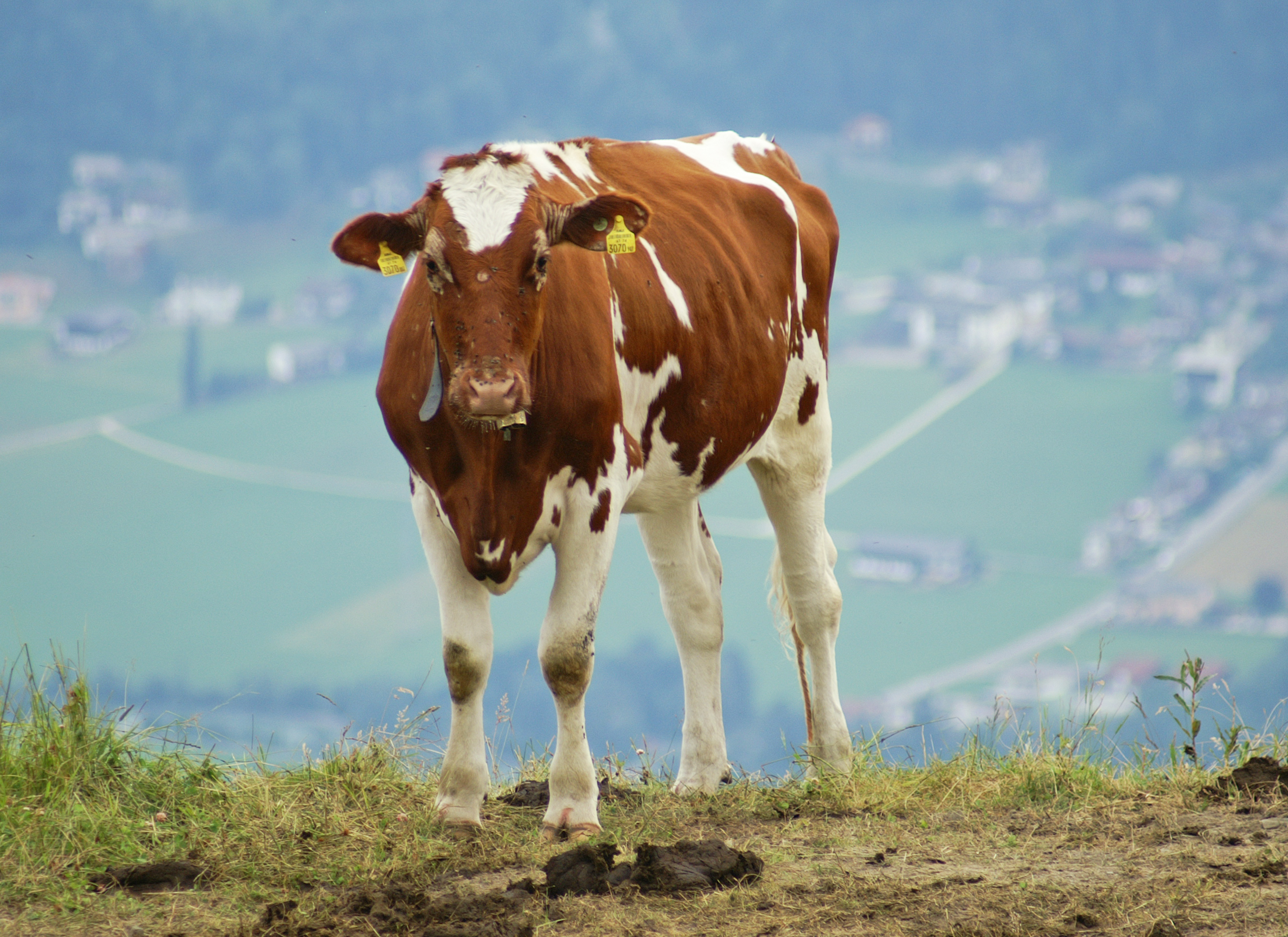
Vache ayrshire
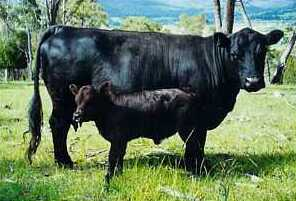
Vache Dexter et son veau
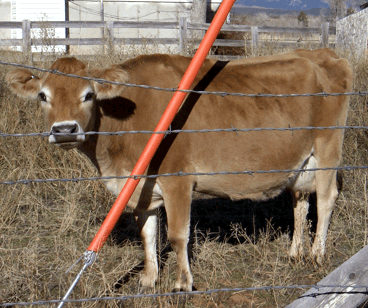
Une vache jersiaise aux États-Unis.
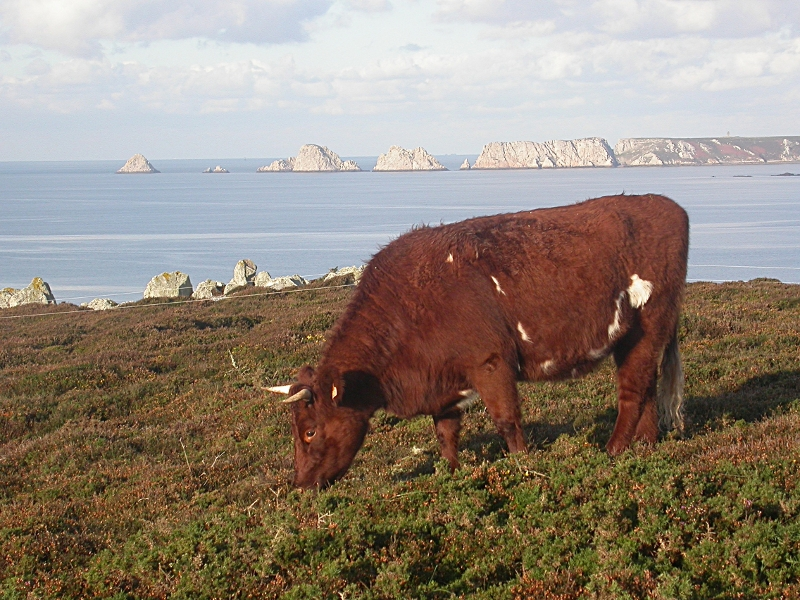
Vache armoricaine.

### Sites internet
1. ↑  Bretonne Pie Noir : la vache au naturel
2. 1 2  History of The Kerry Cow Breed
3. ↑  Voir les races apparentées sur la fiche de la race Bretonne Pie Noir sur le site d'AgroParisTech